# Тремор глаза

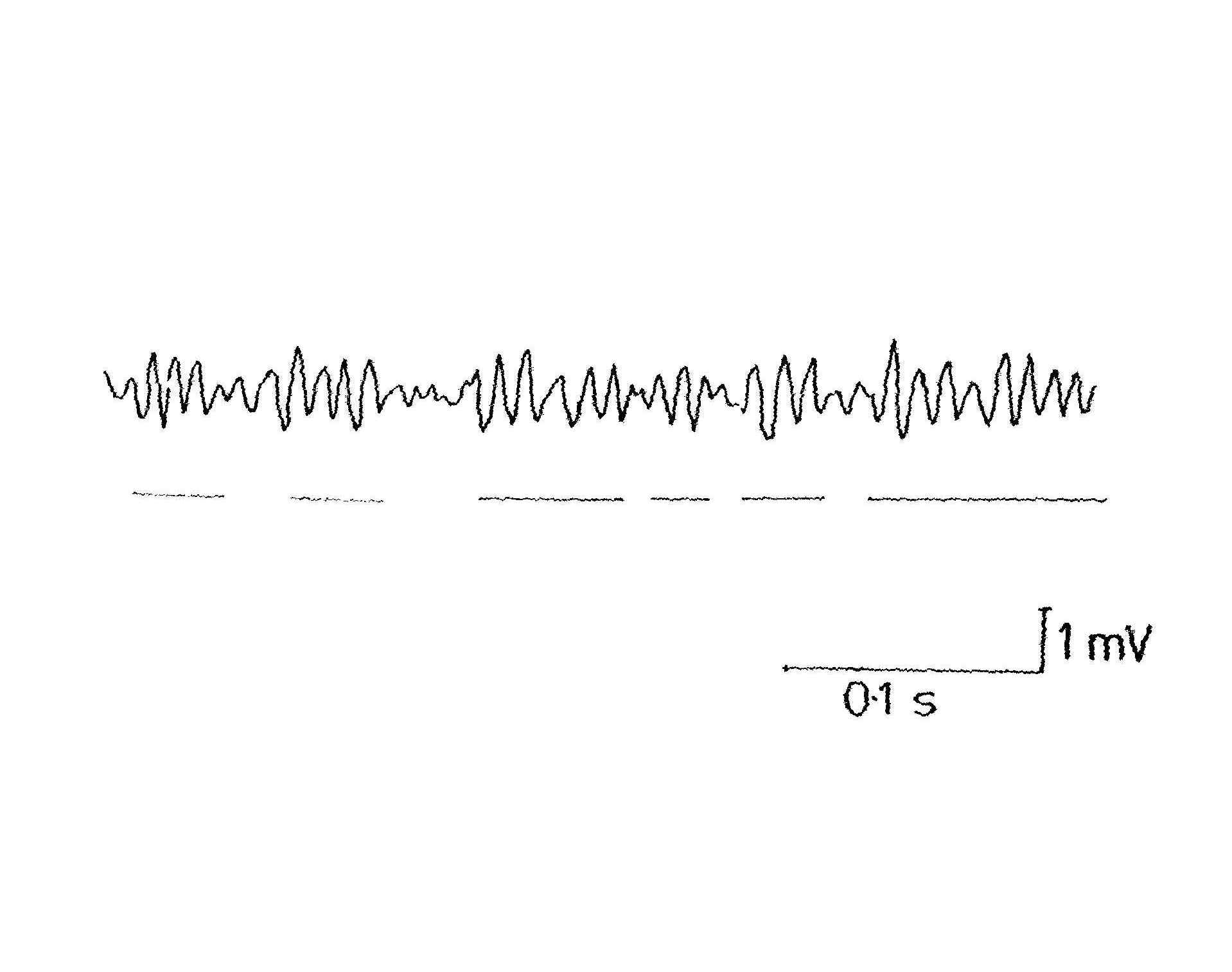
Окулярная треморограмма c подчеркнутыми участками разрыва

Тремор глаза (от лат. tremor «дрожь, трепет») — мелкие, высокочастотные колебания глаз амплитудой от 20 до 40 угловых секунд и частотой колебаний в диапазоне приблизительно от 50 до 270 Гц. В результате тремора ось глаза при фронтальной проекции в норме описывает эллипсоидные траектории. Возникает при фиксации и дрейфе.

## История
Впервые тремор глаза был описан в работе Ф. Адлера, М. Флигельмана в 1934 году, где регистрировалась горизонтальная составляющая общего паттерна движений.

## Характеристика
Тремор глаз наблюдается у всех здоровых людей, даже когда глаз неподвижен, из-за постоянной активности глазодвигательных центров ствола мозга. В состоянии комы происходит снижение высокочастотных составляющих тремора и степень этого снижения может свидетельствовать о более негативном прогнозе для пациента. Тремор глаза потенциально может помочь в диагностике нарушений работы ствола головного мозга, а также в наблюдении за пациентами под наркозом. Анормальные траектории движения наблюдаются также при неврологических заболеваниях, таких как болезнь Паркинсона и рассеянный склероз.
Тремор глаза по причине его высокой частоты и очень малой амплитуды, достаточно сложно регистрировать даже на относительно современной аппаратуре, поэтому часто данный тип движений глаза просто не исследуется в контексте микродвижений вовсе, а работ, которые ему посвящены очень мало. Последние исследования показали, что сверхмалая амплитуда, обнаруженная в ходе фиксации, не позволяет говорить о том, что тремор играет значимую роль в зрительном восприятии .

## Тремор глаз при паркинсонизме
В исследованиях по тематике тремора глаза на данный момент, частой темой стало изучение тремора паркинсонизме. Стоит отметить, что сегодня нет однозначной точки зрения по вопросу механизмов и связи данного типа тремора с остальными двигательными нарушениями в виду сложности и наличия артефактов при регистрации движений глаз . Однако есть предположения, что природа зрительного тремора у больных паркинсонизмом может быть не связана с зонами мозга, которые отвечают за движение глаз, а за микродвижения других частей тела, например, головы. Кроме того, авторы полагают, что особенности тремора глаза можно использовать как биомаркер паркинсонизма ещё на начальных этапах заболевания.